# Yashchera
El Yashchera (en ruso: Ящера) es un río en el distrito de Luzhsky del óblast de Leningrado, Rusia, un afluente derecho del Luga. La longitud del Yashchera es de 78 km, y el área de su cuenca de drenaje es de 655 km². Los afluentes son Lyubanka y Lutinka (izquierda), Dolgusha y Vladychkinskaya (Kamenka) (derecha).
El nacimiento del Yashchera se encuentra en el noroeste del distrito de Luzhsky, al oeste de la estación de tren de Divenskaya. El río fluye hacia el sur, gira hacia el este, luego vuelve a girar hacia el sur y posteriormente hacia el suroeste. La desembocadura del Yashera se encuentra a 177 kilómetros aguas arriba del Luga, al noroeste del asentamiento de tipo urbano de Tolmachyovo. El Yashchera fluye sobre todo por zonas desérticas y pantanosas.
La cuenca de drenaje del Yashchera incluye zonas en el norte del distrito de Luzhsky y en el sur del distrito de Gatchinsky de la región de Leningrado. En particular, incluye el sistema del lago Vyalye y el lago Strechno, los mayores lagos de la zona. Una parte de Mshinskoye Boloto Zakaznik se encuentra en la cuenca del Yashchera, al este del curso del río.